# NGC 3322
NGC 3322 је спирална галаксија у сазвежђу Секстант која се налази на NGC листи објеката дубоког неба.
Деклинација објекта је - 11° 38' 56" а ректасцензија 10h 38m 50,5s. Привидна величина (магнитуда) објекта NGC 3322 износи 13,5 а фотографска магнитуда 14,2. Налази се на удаљености од 38,320 милиона парсека од Сунца. NGC 3322 је још познат и под ознакама NGC 3321, MCG -2-27-10, UGCA 214, IRAS 10363-1123, PGC 31653.